# トーディ・クラーク
トーディ・クラーク（Tordy Clark  ）はニュージーランド出身の女優、声優である。イギリスとニュージーランドの二重国籍者。

## 人物
3歳のころから演技のトレーニングを受け、ロンドンの劇場の研修生として訓練を受けた後、アメリカ合衆国のロサンゼルスに移住し、そこで女優業を本格的に開始。2012年から演劇学校の演技指導者として来日した。

## 主な出演作品
- 「花子とアン」（2014年　NHK総合テレビジョン「連続テレビ小説」） - ブラックバーン校長